# University of the Western Cape Stadium
University of the Western Cape Stadium (UWC Stadium) – wielofunkcyjny stadion w Bellville, na przedmieściach Kapsztadu, w Republice Południowej Afryki. Został otwarty w 1983 roku i należy do University of the Western Cape. Obiekt posiada zadaszoną trybunę główną mogącą pomieścić 3500 widzów, dalsze 6000 osób może zasiadać na wałach ziemnych wokół bieżni. Stadion był jedną z aren Mistrzostw Świata Juniorów w Rugby Union 2012, odbyło się na nim także jedno oficjalne spotkanie piłkarskich reprezentacji narodowych: 9 czerwca 2009 roku Polska zremisowała towarzysko z Irakiem 1:1.